# Raoul Barbin
Pour les articles homonymes, voir Barbin.
Raoul Eugène Barbin, né à Paris, est un peintre français.

## Biographie
Élève de Jean-Léon Gérôme, membre de la Société des artistes français, il participe dès 1886 au Salon des artistes français et obtient en 1902 une mention honorable.
Il est professeur d'arts décoratifs à l'Ecole des beaux-arts de Québec en 1923-1924.
Il participe encore au Salon de 1944 puis sa trace se perd. 